# Damastes majungensis
Damastes majungensis là một loài nhện trong họ Sparassidae.
Loài này thuộc chi Damastes. Damastes majungensis được Embrik Strand miêu tả năm 1907.